# Фишер, Ольга
Ольга Фишер (нидерл. Olga Fischer, род. 5 апреля 1951, Хилверсюм, Северная Голландия) — нидерландский лингвист и эксперт по английскому языку. Она является почётным профессором германской лингвистики Амстердамского университета и бывшим президентом Международного общества лингвистики английского языка.
Фишер опубликовала множество работ в области английской исторической лингвистики, особенно исторического синтаксиса, где её интересы в области синтаксических изменений связаны с изменениями в порядке слов, сравнением с развитием других западногерманских языков, грамматикализацией и взаимодействием между грамматикализацией и иконичностью в языковых изменениях.

## Образование и карьера
Фишер родилась в Хилверсюме в 1951 году. Она имеет степень магистра искусств по истории английского языка и общей лингвистике Ньюкаслского университета (1975 г.) и степень магистра искусств (doctoraalexamen) по английскому языку и литературе Амстердамского университета (1976 г., с отличием). Она получила степень доктора философии в Амстердамском университете (1990, с отличием), защитив диссертацию на тему «Синтаксические изменения и причинно-следственная связь: развитие инфинитивных конструкций в английском языке».
Фишер была профессором германской лингвистики в Амстердамском университете с 1999 года до своего выхода на пенсию в 2016 году. За время своей академической карьеры она была приглашённым учёным в Манчестерском университете и приглашённым профессором в Цюрихском университете, Инсбрукском университете, Венском университете и Университете Лилль III. В 2011 году Фишер занимала пост президента Европейского лингвистического общества. С 2014 по 2016 год она была президентом Международного общества лингвистики английского языка.

## Исследования
Исследования Фишер были сосредоточены на истории английского языка, в частности на морфосинтаксических изменениях в древнеанглийский и среднеанглийский периоды. В этой области она занималась развитием инфинитивов, изменением порядка слов в составе именных групп и ролью аналогии в изменении языка.
Среди других её интересов — грамматикализация и иконичность в языке, а также взаимосвязь между этими двумя явлениями. Её также интересовал онтологический статус грамматикализации и то, следует ли её рассматривать как эпифеномен или отдельный механизм изменения языка. Этот вопрос подробно рассматривается в её книге «Морфосинтаксические изменения» (Oxford University Press, 2007), в которой сравниваются формальный и функциональный подходы к исторической лингвистике и языковым изменениям.
Фишер была одним из организаторов нескольких международных симпозиумов по иконичности и является одним из редакторов серии книг «Иконичность в языке и литературе», опубликованной John Benjamins Publishing Company. С 1998 года она является редактором языкового раздела журнала The Year’s Work in English Studies, издаваемого Ассоциацией изучения английского языка.

## Избранные публикации

### Соавтор
- Morphosyntactic Change: Functional and Formal Perspectives. Oxford: Oxford University Press, 2007. ISBN 9780199267057
- (с Вим ван дер Вурфом), "Syntax", in Richard M. Hogg[англ.] and David Denison[англ.] (eds.): A History of the English Language. Cambridge: Cambridge University Press, 2006. ISBN 9780521717991
- (с Ans van Kemenade[англ.], Виллемом Купманом и Вим ван дер Вурфом), The Syntax of Early English. Cambridge: Cambridge University Press, 2000. ISBN 9780521556262
- "Syntax", in Norman Blake[англ.] (ed.): The Cambridge History of the English Language, Vol. II: 1066-1474. Cambridge: Cambridge University Press, 1992. ISBN 9780521264754
- Syntactic Change and Causation: Developments in Infinitival Constructions in English. University of Amsterdam dissertation, 1990.

### Соредактор
- (with Muriel Norde and Harry Perridon), Up and Down the Cline – The Nature of Grammaticalization. Amsterdam: John Benjamins, 2004. ISBN 9781588115041
- (with Max Nänny), The Motivated Sign. Amsterdam: John Benjamins, 2001. ISBN 9781588110039
- (with Anette Rosenbach and Dieter Stein), Pathways of Change: Grammaticalization in English. Amsterdam: John Benjamins, 2000. ISBN 9781556199394
- (with Max Nänny), Form Miming Meaning: Iconicity in Language and Literature. Amsterdam: John Benjamins, 1999. ISBN 9781556195334